# Rokîtne, Kostopil
Rokîtne (în ucraineană Рокитне) este un sat în comuna Piskiv din raionul Kostopil, regiunea Rivne, Ucraina.

## Demografie
Componența lingvistică a localității Rokîtne
     Ucraineană (99,84%)
     Alte limbi (0,16%)
Conform recensământului din 2001, majoritatea populației localității Rokîtne era vorbitoare de ucraineană (99,84%), existând în minoritate și vorbitori de alte limbi.